# Xanthorhoe alexaria
Xanthorhoe alexaria là một loài bướm đêm trong họ Geometridae.